# The Mrs. Bradley Mysteries
The Mrs. Bradley Mysteries was een Britse detectiveserie, geproduceerd door de BBC. 
"The Mrs Bradley Mysteries" is gebaseerd op de boeken van de Britse misdaadschrijfster Gladys Mitchell. Mitchell schreef tijdens haar carrière 66 boeken waarin de eigenzinnige Mrs. Adela Bradley de hoofdpersoon was, met "Speedy Death" in 1929 als eerste boek. 
"The Mrs Bradley Mysteries" bestond in totaal uit 2 seizoenen met een eerste seizoen van slechts 1 aflevering in 1998 en een tweede seizoen met 4 afleveringen in 2000. De enige aflevering van het eerste seizoen duurde anderhalf uur, terwijl de vier afleveringen in het tweede seizoen elk een uur duurden. In alle afleveringen speelde Diana Rigg de rol van Mrs. Adela Bradley, terwijl Neil Dudgeon de rol van haar chauffeur George Moody speelde. Acteur Peter Davison was de enige andere acteur die in meerdere afleveringen te zien was. Davison speelde in drie afleveringen de rol van politie-inspecteur Henry Christmas. 